# Countryball

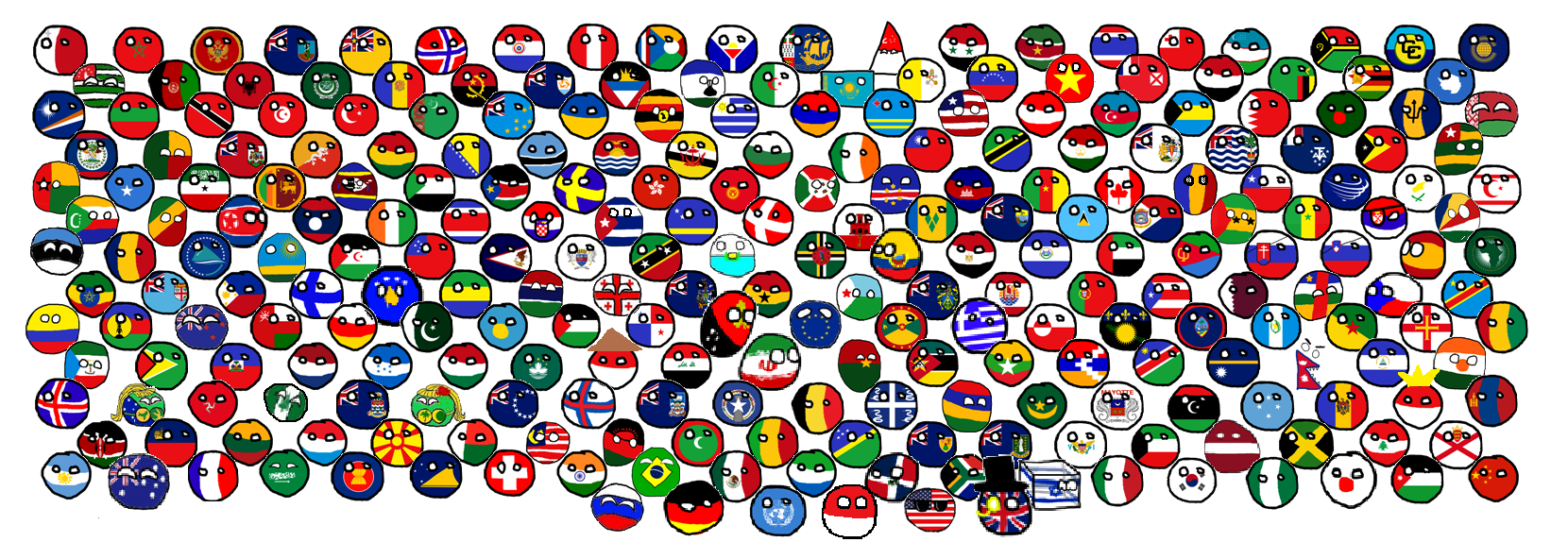
Personnages des countryballs.

Countryball, aussi appelé Polandball, est un mème internet apparu en 2009 sur le site allemand K.rautchan.net. 
Ce mème se présente sous la forme de bandes dessinées dans lesquelles les pays sont présentés comme des personnages sphériques qui communiquent entre eux, le plus souvent en anglais, car cette langue est la langue internationale. Les pays dont la langue officielle n'es pas l'anglais ont un mauvais vocabulaire comme certains mots dans leurs langues. Elles exploitent les stéréotypes des pays représentés et des relations qu'ils entretiennent.

## Histoire

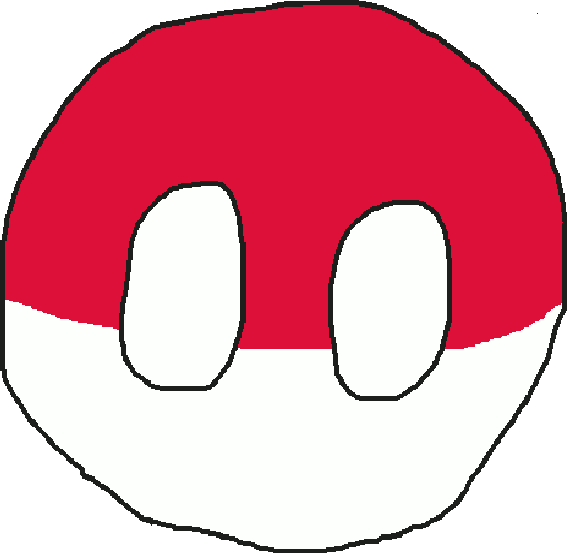
La « Polandball » typique inverse les couleurs du drapeau polonais.

Polandball est né d'une « cyberguerre » entre les internautes polonais et le reste des internautes sur le site drawball.com en août 2009. Ce site propose aux internautes de dessiner ce qu'ils veulent dans un cercle, y compris par-dessus les dessins existants. Les internautes polonais eurent l'idée de dessiner le drapeau polonais sur la boule, des centaines d'internautes ont alors tenté de prendre le contrôle de la boule pour y mettre du blanc en haut et du rouge en bas, avec l'inscription « POLSKA » en son milieu,.
Le site Krautchan.net est un imageboard en allemand, avec des utilisateurs anglophones dans sa section internationale. Le début du mème est dû à Falco, un utilisateur britannique. En septembre 2009, il poste le Polandball dessiné avec Paint. C'était pour lui une manière apolitique de troller Wojak, un utilisateur polonais du forum qui employait mal l'anglais,,.
Par la suite, Polandball devient un subreddit (un groupe de pages du site Reddit focalisées sur un thème) important, au point que Polandball est parfois défini comme un subreddit.
Aujourd'hui, PolandBall est très présent sur les réseaux sociaux, comme sur Instagram par exemple, ou encore YouTube.

## Thèmes
Polandball se fait connaître après le crash de Smolensk, dans lequel le président polonais Lech Kaczyński perdit la vie. Les productions ont pour thèmes l'histoire de la Pologne, ses stéréotypes et les relations qu'elle entretient avec les autres pays. La Pologne est représentée en rouge en haut et en blanc en bas, à l'inverse du drapeau polonais.
Un gag récurrent sur la Pologne est qu'elle n'est pas capable d'aller dans l'espace (Poland cannot into space). Un autre consiste à lui attribuer le travail de plombier.
La simplicité de Polandball, ajoutée à sa reconnaissance de l'histoire du monde et à sa concentration sur l'actualité, rend le mème adapté pour commenter les événements internationaux. Parmi les événements qui ont été couverts par Polandball et qui ont été notés dans les médias, il y a le conflit des îles Senkaku, le conclave papal de 2013, la crise ukrainenne de 2014, la crise de Crimée de 2014 et les questions relatives aux travailleurs philippins à Taïwan.

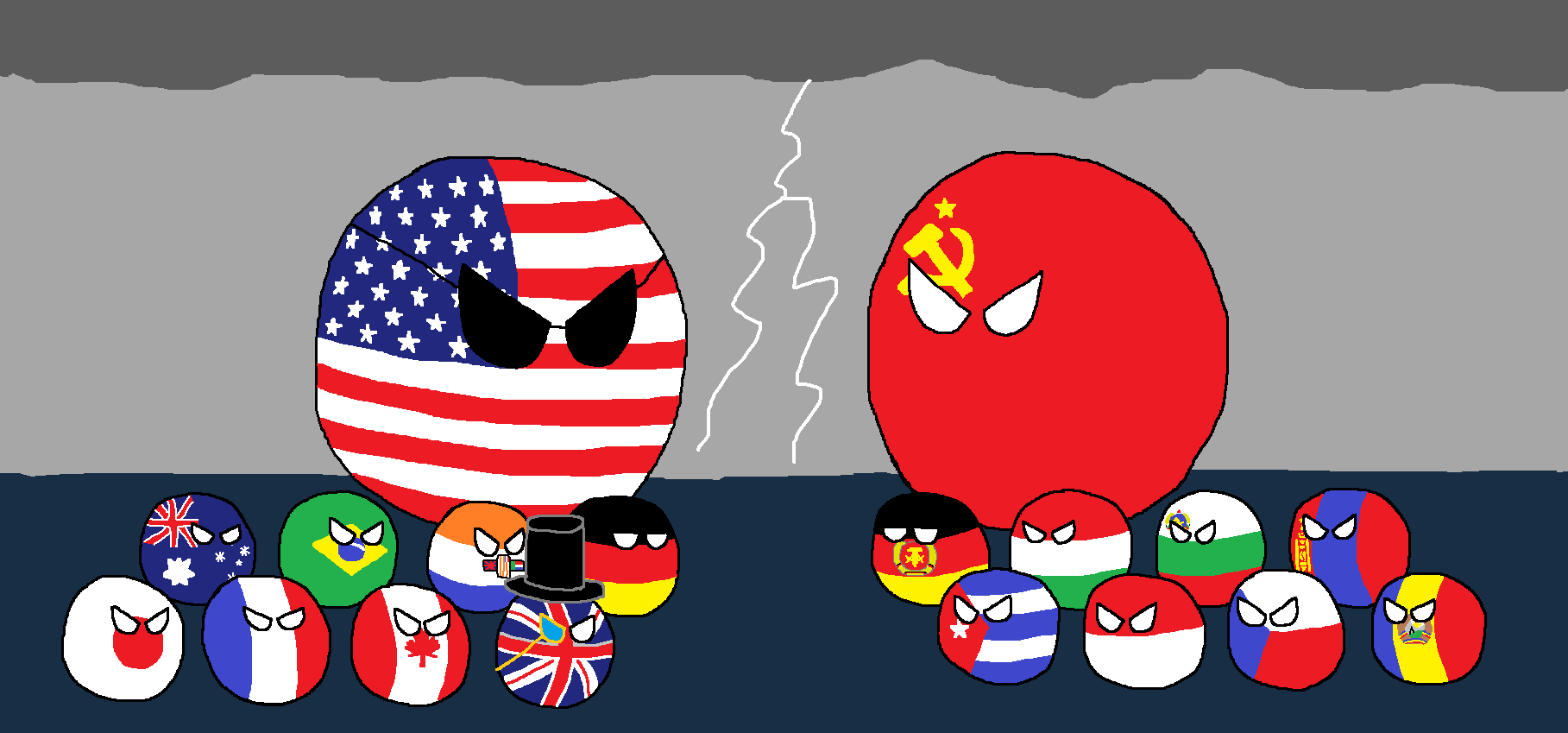
Représentation de la guerre froide sous forme de countryballs.

## Représentation des pays

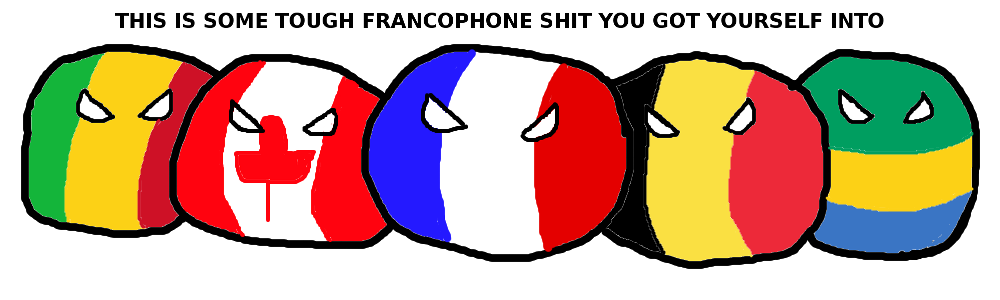
Countryballs de pays francophones.

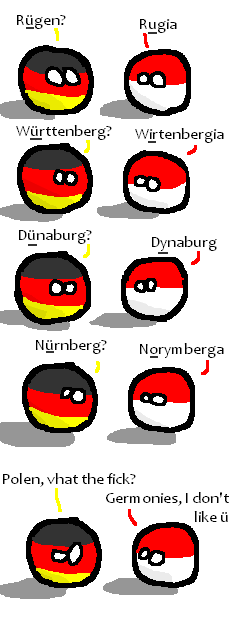
Exemple de Polandball Comic

Cette section s'inspire des règles officielles du subreddit r/Polandball.
- Les États-Unis arborent une paire de lunettes de soleil, sont souvent décrits comme en surpoids et utilisent fréquemment des armes à feu (et entament des conflits avec d'autres pays, en particulier lorsque le pétrole est impliqué), et utilisent régulièrement des blasphèmes. Il est également fréquemment représenté avec des sodas, des hamburgers et des frites. Il confond régulièrement les countryballs sans lien historique et/ou politique direct avec eux, que ce soit pour leurs voisins ou avec ceux avec des drapeaux similaires. L'État du Texas est fréquemment impliqué en raison de sa personnalité plus grande que nature : il est souvent représenté portant un chapeau de cow-boy et le Chili et lui-même sont souvent confondus (en raison de la similitude de leurs drapeaux).
- L'Arabie saoudite porte une coiffe arabe traditionnelle, des lunettes de soleil et, bien souvent, une épée.
- Un hypothétique « Quatrième Reich » (dont les couleurs reprennent celles de l'Empire allemand) est dépeint comme une entité rectangulaire aux yeux brillants nommée « Reichtangle » (un jeu de mots sur le Reich et le rectangle) dont l'activité est d'Anschluss (annexer) d'autres countryballs, en particulier la Pologne.
- Le Royaume-Uni porte un monocle et un chapeau haut-de-forme et parle souvent du temps où il était une superpuissance.
- Hong Kong est représenté de la même manière que le Royaume-Uni, car c'était autrefois un territoire du Royaume-Uni.
- L'Union Européenne est souvent représenté comme l'enfant de la France et l'Allemagne.
- La France est souvent représentée avec une baguette, un béret et généralement avec un drapeau blanc (basé sur la blague selon laquelle c'est souvent le premier pays à se rendre dans une guerre).
- La Russie est fréquemment vue avec de la vodka et une ouchanka.
- La Finlande est souvent décrite comme un ivrogne déprimé et solitaire brandissant un puukko finlandais traditionnel.
- Les Pays-Bas sont souvent décrits comme un personnage dépendant à la drogue.
- Le Canada porte souvent une casquette de trappeur.
- Le Kazakhstan et le Kazakhstan soviétique sont généralement représentés comme une brique.
- Israël est présenté comme un hypercube (de même que l'oblast autonome juif) ; le Michigan est également représenté en forme de cube.
- Les drapeaux non rectangulaires, tels que ceux du Népal, de l'Ohio, de l'Allemagne occupée, du Japon occupée et de l'Empire marathe, etc. sont représentés sous la forme de personnages prenant la forme des drapeaux, l'espace entre les deux pennons formant une « bouche » généralement représentée avec des dents acérées. Ces drapeaux sont surnommés les « rawrs » en raison du rugissement de ces derniers dans les différents mèmes.
- La république de Venise est généralement représentée avec les rubans à l'extrémité du drapeau agissant comme des tentacules, tandis que le Vatican et les Etats Pontificaux sont représentés portant le chapeau traditionnel (tiare papale) porté par le pape.
- Le Sealand est représenté sous une forme minuscule afin de représenter sa taille, il est parfois accompagné d’un pistolet afin de représenter la façon dont ils ont repoussé un navire britannique venu prendre le contrôle du Fort Roughs. Il s'agit de la seule micronation qu'il soit autorisé de représenter.
- La Serbie, la Slovaquie, l'Espagne, la Slovénie et le Portugal sont généralement représentées avec leurs armoiries faisant office de cache-œils en raison de leur emplacement sur le drapeau.
- Les peuples sans État, notamment les peuplades historiques, sont fréquemment représentés par des boules de billard :

1. boule de 1 (jaune) pour les Asiatiques de l'Est,
2. boule de 2 (bleue) pour les Européens,
3. boule de 6 (verte) pour les extraterrestres (ce personnage porte le plus souvent des antennes pour rappeler que c'est un alien),
4. boule de 7 (marron) pour les Amérindiens,
5. boule de 8 (noire) pour les Africains.

- Le Chili et la Gambie sont parfois représentés comme des vers plutôt que comme des boules en raison de leur carte géographique.
- Singapour et les Bermudes sont représentés par des triangles.
- Certains pays d'Asie de l'est comme la Chine, Taiwan, le Viêt Nam, le Japon et les deux Corée sont représentés avec les yeux bridés en raison du caractère ethnique homogène prononcé de ces derniers et de l'apparence des populations locales.
- Depuis février 2022 et le conflit opposant la Russie et l'Ukraine, l'Ukraine est majoritairement représentée couverte d'un casque militaire moderne et armée (couramment d'un lance-roquette en référence à l'armement moderne fournit par l'Occident ou un fusil d'assaut en référence aux armes héritées de l'Union soviétique comme la Kalachnikov) se battant dans des combats sanglants contre l'ennemi russe.
- Le Panama est souvent représenté comme coupé en deux verticalement, représentant le canal de Panama qui traverse le pays.
- Dans les vidéos de Polandball sur YouTube, les différents personnages possèdent tous leur accent d'origine.